# An Adventure in Space and Time
An Adventure in Space and Time (시공간의 모험)은 데이비드 브래들리, 브라이언 콕스, 제시카 레인, 사샤 다완이 출연한 2013년 영국 BBC의 역사 텔레비전 영화이다. 테리 맥더너프가 감독을 맡고 닥터 후의 작가 마크 게이티스가 각본을 맡은 이 영화는 2013년 11월 21일 BBC Two에서 닥터 후 50주년을 기념하여 방영되었다. 영국 내 첫 방영 이후 해외에서도 방영이 이뤄졌다.
영화의 구성은 1960년대 닥터 후의 탄생 비화에 관하여 재연극 형식으로 풀어나간 다큐멘터리로, 데이비드 브래들리는 드라마 주인공 닥터의 첫 모습을 연기했던 배우 윌리엄 하트넬 역으로 출연하였다. 윌리엄 하트넬과 더불어 시드니 뉴먼, 베리티 램버트, 워리스 후세인 등 당시 프로듀서와 제작진을 비롯한 비하인드 스토리에도 초점을 맞췄다. 방송 후 시청자와 평론가들은 호평을 보냈으며 여러 방송상에서도 후보로 올랐다. 이 영화를 계기로 데이비드 브래들리는 1대 닥터 재연배우로 인기를 얻어, 2017년 닥터 후 에피소드 "The Doctor Falls", "Twice Upon a Time", 2022년 스페셜 에피소드 "The Power of the Doctor", 빅 피니시 프로덕션의 오디오극에서도 같은 역으로 출연하게 되었다.

## 줄거리
때는 1963년, BBC 신임 드라마국장으로 시드니 뉴먼 (브라이언 콕스)이 취임한다. 그는 스포츠 프로그램 그랜드스탠드와 주크 박스 주리 사이의 빈 시간대를 메우기 위해, '닥터'라는 노인을 주인공으로 한 '닥터 후'라는 새로운 SF 드라마를 기획하기 시작한다. 시드니 뉴먼은 해당 드라마의 프로듀서로 베리티 램버트 (제시카 레인)을 영입한다. 하지만 램버트는 주변의 눈치와 비협조로 새 프로듀서로 나서는 데 여러모로 어려움을 겪는다. 램버트는 드라마 감독에 임명된 워리스 후세인 (사샤 다완)을 만나, 닥터 역에 윌리엄 하트넬 (데이비드 브래들리)를 섭외하지만, 한편으로는 하트넬이 그간 선보였던 연기가 이번 드라마에 무슨 도움이 될지 조금은 걱정한다.
비협조적인 자세로 일관하던 프로듀서 디자이너에게 뜻을 굽히지 않은 램버트는 마침내 타디스 내부로 쓰일 촬영 세트장의 디자인을 손에 넣는다. 그러나 파일럿 에피소드 <An Unearthly Child>을 만들면서도 여러 난관에 시달린다. 뉴먼 국장 역시 파일럿의 최종 결과물이 마음에 들지 않는다며, 하트넬이 맡은 닥터가 화면상에서 더 상냥하고 친절해 보였으면 한다는 주문과 함께 재촬영을 지시한다. 램버트와 후세인은 예정된 방송 날짜에 맞춰 전달될 수 있도록 재촬영을 무사히 마무리한다. 그러나 파일럿 에피소드 방송 당일 존 F. 케네디 암살 사건 속보로 시청률이 감소하면서 프로그램이 취소될 위기에 처하자, 램버트는 뉴먼 국장에게 본래 예정됐던 제2화 방영시간 이전에 한번 더 재방송하게 해달라고 호소하고 이내 성공한다. 첫번째 에피소드의 방영을 무사히 마치고 진행될 다음 이야기에서 달렉이라는 외계 종족을 등장시키려는 램버트의 건의에, 본디 괴물 같은 것은 드라마에 넣으려 하지 않았던 뉴먼 국장이었으나, 자신의 신념을 내려놓고 램버트의 건의를 승인한다. 두번째 에피소드가 방영됨과 동시에 달렉에 대한 주변의 엄청난 인기를 실감하게 된 뉴먼은 강력한 시청률 견인요소를 잘못 보고 있었음을 인정한다.
한편 드라마가 인기를 얻자 하트넬 역시 닥터라는 캐릭터에 애착을 갖게 된 것은 물론 아이들에게도 인기를 끄는 등, 본인의 배역을 맡게 된 것에 만족하고 있었다. 그러나 해를 넘겨 드라마의 방영이 계속되고, 출연진과 제작진도 조금씩 바뀌어 가더니, 하트넬의 건강도 쇠약해져 간다. 급기야 대사도 제대로 기억하지 못하는 하트넬을 걱정하게 된 뉴먼 극장. 다음 시즌에는 닥터 역의 배우를 패트릭 트라우턴 (리스 쉬어스미스)로 교체해 달라는 상부의 요구에 응하게 된다. 무거운 소식을 접한 하트넬은 하차에 동의하지만, 아내에게 그 소식을 전하면서 감정적으로 무너진다. 그리하여 1966년 윌리엄 하트넬은 본인 모습으로서 닥터의 마지막 촬영을 준비한다. 이 드라마의 시작과 그동안 자신이 펼친 활동을 돌아보는 한편, 후임 배우로 나서게 된 트라우턴을 축하해 준다. 촬영이 시작되자 타디스 콘솔에 서 있던 하트넬은 문득 옆의 허공을 바라보는데, 그곳에는 다름아닌 자신이 맡았던 배역의 50년 뒤 후임 배우인 맷 스미스의 환영이 있었다. 그 환영을 보며 하트넬은 말없이 미소를 짓는다.
드라마 속 1대 닥터의 최후 장면과 함께, 각 주요 실제 인물들의 후일담을 에필로그 자막으로 보여준다. 이후 <The Dalek Invasion of Earth>에서 소개된 실제 윌리엄 하트넬의 대사를 들려주며 영화는 끝난다.

## 제작

### 기획
닥터 후의 시작을 조명하려는 드라마는 이전에도 두 차례 기획된 적이 있었다. 드라마 휴방기였던 1993년 영화감독 케빈 데이비스는 닥터 후 30주년 특집으로 <전설이 시작된다> (The Legend Begins)라는 다큐드라마의 기획안을 BBC 측에 제시한 바 있었다. 이 프로그램은 닥터 후의 시작을 보여주는 재연극과 더불어 관계자와의 인터뷰도 함께 구성된 다큐멘터리 형식으로 제작하려는 구상이었다. 그러나 BBC 측에서 드라마화보다는 닥터 후의 전체 역사를 다루는 일반 다큐멘터리 프로그램을 선호함에 따라 기획안은 폐기되었고, <Doctor Who: Thrity Years in the TARDIS>라는 이름으로 제작되어 1993년 11월 BBC1에서 방영되었다.
그로부터 10년 뒤인 2003년, 닥터 후 40주년을 맞이하면서 마크 게이티스는 그와 똑같은 구성의 특집 다큐영화를 기획해 BBC Four에서 방영하는 아이디어를 제안하였다. 10년 전 케빈 데이비스의 기획안에 대해서는 알지 못한 채로 구상했던 것인데, BBC 측에서 반려하면서 무산되었다. 게이티스는 당시 BBC 측에서 해당 프로그램을 위한 편성시간대나 예산이 남은 게 없다며 난색을 표했다고 무산 배경을 밝혔다.

### 각본
각본 작업 과정에서 일반 시청자의 원활한 이해를 돕도록, 닥터 후의 제작에 관여한 몇몇 인물은 드라마에서 소개하지 않기로 하였다. 예를 들어 오리지널 스토리 편집자 데이비드 휘태커의 역할은 보조프로듀서 머빈 핀필드가 맡은 것으로 생략하였다. 드라마 공동 기획자 도널드 윌슨과 작가 C.E. 웨버도 소개되지 않았다.
제작 과정에서 당시 에피소드의 한 장면을 재현하는 작업도 기획되었는데, 여기에는 "Marco Polo" 편처럼 닥터 후의 소실된 에피소드도 포함되었다. 이와 더불어 게이티스는 "The Daleks' Master Plan" 편에서 등장했던 사라 킹덤의 죽음도 재현하는 것이 꿈이었다고 밝혔다. 점점 더 늙어가는 모습의 사라 역에, 실제 배우였던 진 마시를 출연시키는 게 게이티스의 계획이었다. 뿐만 아니라 슈퍼에이트 (Super 8) 필름을 사용하여 "The Three Doctors" 편에서 세 닥터의 배우가 모여 라디오 타임스용 홍보사진을 촬영하는 장면도 재연하고자 했으며, 존 퍼트위 역에는 본인이 출연하는 것으로 기획했다. 그러나 예산의 한계로 두 계획 모두 실현에 이르지는 못했다.

### 촬영
2013년 2월 본 촬영이 시작되었으며, 런던 윔블던 스튜디오와 BBC 텔레비전 센터에서 주로 촬영이 이뤄졌다. BBC 텔레비전 센터는 촬영이 마무리되고 한 달 뒤에 폐쇄되었다. 따라서 이 드라마가 BBC 텔레비전 센터에서 촬영이 이뤄진 마지막 드라마가 되었다.
2013년 2월 17일에는 런던 웨스트민스터 교에서 로케이션 촬영이 이뤄졌다. "The Dalek Invasion of Earth" (1964년)에서 달렉이 런던의 다리를 건너는 유명한 장면을 재현하는 작업이 이뤄졌으며, 1960년대 달렉 소품을 그대로 본따 촬영장에 투입했다. 라임그로브 스튜디오에서 닥터 후의 내부 세트장 촬영이 이뤄지는 장면도, 실제로 1960년대 당시에 쓰던 텔레비전 방송 장비를 카피한 것을 써가며 촬영하였다.

## 출연진
본 작품에 출연한 배우 가운데 닥터 후에도 출연한 적이 있는 배우가 여럿 있었다. 그 중에서도 특히 주목할 만한 출연자는 윌리엄 러셀 (배우) 역의 데이비드 브래들리와 캐롤 앤 포드 역의 제시카 레인으로, 브래들리는 시즌 7 에피소드 "Dinosaurs on a Spaceship"에, 레인은 시즌 7 "Hide"와  콜 더 미드와이프 기부 특집 콜라보 미니 에피소드에 출연한 적이 있다. 제프 롤은 시즌 21의 에피소드 "Frontios"에 출연한 적이 있다. 2005년 뉴 시즌 시작 이래 달렉의 성우를 맡은 니컬러스 브리그스도 당시 달렉 성우 역으로 출연하였다. 브라이언 콕스는 "The End of Time"에서 엘더 우드의 성우를 맡았다.
드라마에서 다룬 그 당시 닥터 후의 출연자도 있었는데, 마크 이든은 시즌 1 "Marco Polo"에서 마르코 폴로 역으로 나왔던 장본인이다. 1대 닥터의 동반자 역을 맡았던 진 마시와 애니키 윌스도 베리티 램버트가 하차하는 씬에서 출연하였으며, 윌리엄 러셀은 경비원 해리 역으로 출연하였다.
반대로 본 드라마의 출연자가 나중에 닥터 후에 출연하기도 했다. 워리스 후세인 감독 역의 사샤 다완은 시즌 12 "Spyfall"부터 마스터로 출연해 13대 닥터 출연기간 동안 계속 해당 배역을 맡았다. 1대 닥터 역의 브래들리는 2017년 크리스마스 에피소드 "Twice Upon a Time"에서 정말로 1대 닥터로 출연하게 되었으며, 2022년 특집 에피소드 "The Power of the Doctor"에서도 다시 한번 1대 닥터로 출연하고, 빅 피니시 프로덕션 오디오극에서는 1대 닥터의 초대 동행자였던 이언, 바바라, 수전 역의 제이미 글로버, 제마 파월, 클라우디아 그랜트와 함께 본인도 1대 닥터로서 연기를 하는 등, 뉴 시즌에서 1대 닥터 배우로 연기를 지속하고 있다.

### 출연 배우
- 데이비드 브래들리 - 윌리엄 하트넬 (1대 닥터 배우)[20]
- 제이미 글로버 - 윌리엄 러셀 (이언 체스터턴 배우)
- 제마 파월 - 재클린 힐 (바버라 라이트 배우)
- 클라우디아 그랜트 - 캐럴 앤 포드 (수전 포어맨 배우)
- 애나리사 드류 - 모린 오브라이언 (비키 배우)[21]
- 에드먼드 C. 쇼트 - 피터 퍼브스 (스티븐 테일러 배우)[22]
- 소피 홀트 - 재키 레인 (도도 채플릿 배우)[23]
- 로빈 발리 - 마이클 크레이즈 (벤 잭슨 배우)
- 엘리 스파이서 - 애니키 윌스 (폴리 배우)
- 리스 쉬어스미스 - 패트릭 트라우턴 (2대 닥터 배우)
- 니컬러스 브리그스 - 피터 호킨스 (1960년대 달렉과 사이버맨 성우)

### 제작진
- 브라이언 콕스 - 시드니 뉴먼 (기획자)[24]
- 제시카 레인 - 베리티 램버트 (초대 프로듀서)[24]
- 사샤 다완 - 워리스 후세인 (초대 감독)[24]
- 사라 윈터 - 딜리아 더비셔 (작곡가 론 그레이너의 테마곡 녹음본 프로듀서)[24]
- 조셉 레일튼 - 브라이언 호지슨 (음향담당)[24]
- 제프 롤 - 머빈 핀필드 (보조프로듀서)[25]
- 앤드류 우달 - 렉스 터커 (감독)[25]
- 이언 홀러드 - 리처드 마틴 (감독)[25]
- 데이비드 애넌 - 피터 브래커키 (초대 프로덕션 디자이너)[26]
- 샘 호어 - 더글러스 캠필드 (제작보조)[27]
- 마크 이든 - 도널드 베이버스토크 (BBC1 총괄자)[27]

### 기타
- 레슬리 맨빌 - 헤더 하트넬 (윌리엄 하트넬의 아내)[28]
- 캐라 젠킨스 - 주디스 "제시카" 카니 (윌리엄 하트넬의 손녀)[27]
- 윌리엄 러셀 - 해리
- 캐럴 앤 포드 - 조이스
- 로스 거니랜덜 - 레그
- 리스 포크니 - 앨런[25]
- 찰리 켐프 - 아서[27]
- 로저 메이 - 렌[27]
- 킷 코너 - 찰리
- 맷 스미스 - 본인 (카메오 출연)
- 진 마시 (카메오 출연)
- 애니키 윌스 (카메오 출연)
- 도널드 토시 (카메오 출연)
- 토비 하도크 - 바텐더[29]

## 반응

### 시청률과 평가
2013년 11월 21일 영국 첫방영 당시 시청자 수는 271만 명으로 집계됐다. 로튼 토마토의 평론가 지수는 리뷰 22개 기준으로 95%이며, 평균 점수는 8.5/10이다. 평론가 총평은 "재미있고, 영리하며, 접근성이 뛰어난 <An Adventure in Space and Time>은 닥터 후의 입문 시청자와 골수 시청자 모두에게 재미있는 시각을 제공한다"고 소개하고 있다. 메타크리틱에서는 리뷰 11개를 기준으로 100점 만점에 77점의 평점을 기록, "대체로 호평" 등급에 해당된다.

### 수상 기록
2014년 3월 24일 월요일, BAFTA 크래프트 어워드 후보 발표식에서 <An Adventure in Space and Time>은 3개 부문 후보에 이름을 올렸다. 의상상에 수잔 케이브가, 픽션 부문 편집상에 필립 클로스가, 메이크업 헤어디자인상에 비키 랭이 지명되었다. 2014년 4월 17일 일요일 본시상식에서는 메이크업 부문의 비키 랭이 수상하였으며, 제마 챈이 시상하였다. 제니 팔코너와의 인터뷰에서 비키 랭은 '이번 작업이 정말 마음에 들었다. 헤어디자이너와 메이크업 아티스트로서 꿈이었다'라는 소감을 밝혔다.
2014년 4월 7일에는 BAFTA상 '단편드라마상' 후보에, 4월 19일에는 휴고상 '단편영상부문' 후보에 올랐다. 5월 18일 BAFTA 시상식에서는 해당 부문에 채널 4의 <Complicit>이 수상했고,  8월 17일 휴고상 시상식에서는 <왕좌의 게임>의 "The Rains of Castamere" 편이 수상하였다.

## DVD 출시
<n Adventure in Space and Time>은 2013년 12월 2일 지역 2 (Region 2)를 대상으로 DVD로 출시되었다. 해당 DVD에는 드라마 속 장면 재현, 삭제 장면, 캐롤 앤 포드가 해설을 맡은 다큐 제작기가 함께 들어갔다. 2014년 5월 27일에는 북미 시장에 3장 구성된의 블루레이 세트가 출시되었다. 이 세트에는 본 드라마의 블루레이, DVD는 물론 <An Unearthly Child> DVD도 포함되어 있다. 2014년 9월 8일에는 "The Name of the Doctor", "The Night of the Doctor", "The Day of the Doctor", "The Time of the Doctor", "The Five(ish) Doctors Reboot"와 함께 묶여 "50주년 기념 수집가 박스 세트" (50th Anniversary Collectors Boxset)로 DVD, 블루레이로 재출시됐다.

### 사운드트랙 출시
본 드라마의 음악은 에드먼드 버트가 맡았으며, 2014년 3월 3일 실바 스크린 레코드 (Silva Screen Records)에서 발매하였다.

#### 트랙리스트
| #   | 제목                                            | 재생 시간 |
| --- | ----------------------------------------------- | --------- |
| 1.  | 〈Main Theme – An Adventure in Space and Time〉 | 0:38      |
| 2.  | 〈The Right Man〉                               | 1:17      |
| 3.  | 〈The First Woman Producer〉                    | 1:21      |
| 4.  | 〈I've Got an Idea...〉                         | 1:34      |
| 5.  | 〈The Daleks〉                                  | 2:52      |
| 6.  | 〈Kill Dr. Who〉                                | 1:48      |
| 7.  | 〈What Dimension?〉                             | 1:24      |
| 8.  | 〈This Is My Show〉                             | 1:50      |
| 9.  | 〈Autograph Hunting〉                           | 2:31      |
| 10. | 〈Sydney Newman〉                               | 1:00      |
| 11. | 〈Scarlett O’Hara〉                             | 1:03      |
| 12. | 〈Piss & Vinegar〉                              | 1:24      |
| 13. | 〈Dressing Room〉                               | 1:18      |
| 14. | 〈JFK Assassinated〉                            | 1:48      |
| 15. | 〈The TARDIS〉                                  | 0:57      |
| 16. | 〈Goodbye Susan〉                               | 2:37      |
| 17. | 〈10 Million Viewers〉                          | 0:57      |
| 18. | 〈The Fans〉                                    | 0:41      |
| 19. | 〈I’m So Sorry Bill〉                           | 2:45      |
| 20. | 〈Kiss Goodbye〉                                | 1:05      |
| 21. | 〈My Successor〉                                | 1:06      |
| 22. | 〈Isop Galaxy〉                                 | 0:50      |
| 23. | 〈Irreplaceable〉                               | 1:19      |
| 24. | 〈The New Doctor〉                              | 3:55      |
| 25. | 〈Time’s Up...〉                                | 1:15      |